# Фенвик Ајланд
Фенвик Ајланд (енгл. Fenwick Island) град је у Округу Сасекс у америчкој савезној држави Делавер. По попису становништва из 2010. у њему је живело 379 становника

## Демографија
| Група             | 2000.       | 2010.       |
| Белци             | 333 (97,4%) | 367 (96,8%) |
| Афроамериканци    | 0 (0,0%)    | 2 (0,5%)    |
| Азијати           | 0 (0,0%)    | 3 (0,8%)    |
| Хиспаноамериканци | 9 (2,6%)    | 4 (1,1%)    |
| Укупно            | 342         | 379         |